# Killer application
Killer application (с англ. — «убийственное приложение, убойное приложение или приложение-убийца») — это компьютерная программа, которая является настолько желанной или необходимой для потребителей, что служит для них решающим аргументом при выборе некоей большей технологии. Такой большей технологией может быть аппаратное обеспечение, язык программирования, игровая приставка или операционная система. Иными словами, потребители готовы покупать зачастую дорогостоящее оборудование только ради одной определённой программы — killer application — которую нельзя запустить без этого оборудования. Приложение-«убийца» может значительно повысить продажи новой платформы, завоевав для неё место на рынке, и вместе с этим обеспечить продвижение других, не столь востребованных приложений для этой же платформы. Первое упоминание «killer app[lication]» было зарегистрировано в 1987 году в журнале PC Week от 8 сентября.

## Примеры

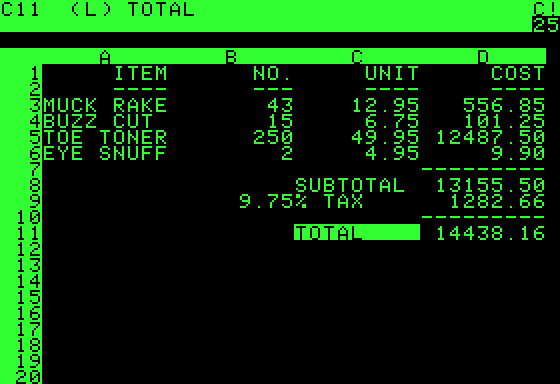
Редактор таблиц VisiCalc для Apple II, увеличивший продажи своей платформы

Одним из первых признанных «убойных приложений» стала программа для редактирования электронных таблиц VisiCalc для компьютеров серии Apple II. Поскольку программа была одной из немногих редакторов таблиц для домашних компьютеров начала 1980-х и в течение первых 12 месяцев была эксклюзивным приложением для компьютеров Apple II, людям приходилось приобретать не только сам редактор стоимостью 100 долларов, но и компьютер Apple II стоимостью от 2000 до 10000 долларов, чтобы только его запустить. Идея программы была столь нова для пользователей, что журнал Creative Computing в своем обзоре за 1980 год назвал её «достойной причиной того, чтобы приобрести компьютер». Успех программы и платформы для неё привлёк новых разработчиков, программные продукты которых позволили Apple конкурировать с другими производителями домашних компьютеров Commodore International и Tandy Corporation.
Lotus 1-2-3 оказал подобный эффект на рост популярности платформы IBM PC и совместимых с ней компьютеров. InfoWorld отмечал, что «пользователям не была важна совместимость компьютера со стандартом PC или даже с ОС MS-DOS, им была важна совместимость с 1-2-3».
Термин «killer app» часто используется в индустрии компьютерных игр, в которой определённая игра, выходящая эксклюзивно на определённой платформе, увеличивает популярность и продажи этой самой платформы. К примеру, журнал Computer Gaming World отмечал, что «убойным приложением» для Nintendo Entertainment System стала The Legend of Zelda, для Sega Genesis — Phantasy Star II, для TurboGrafx-16 — Far East of Eden. Первым «killer app» в индустрии видеоигр стала
Space Invaders для Atari 2600, которая в момент своего выхода в 1980 году учетверила продажи самой консоли.